# St. Martin (Külsheim)

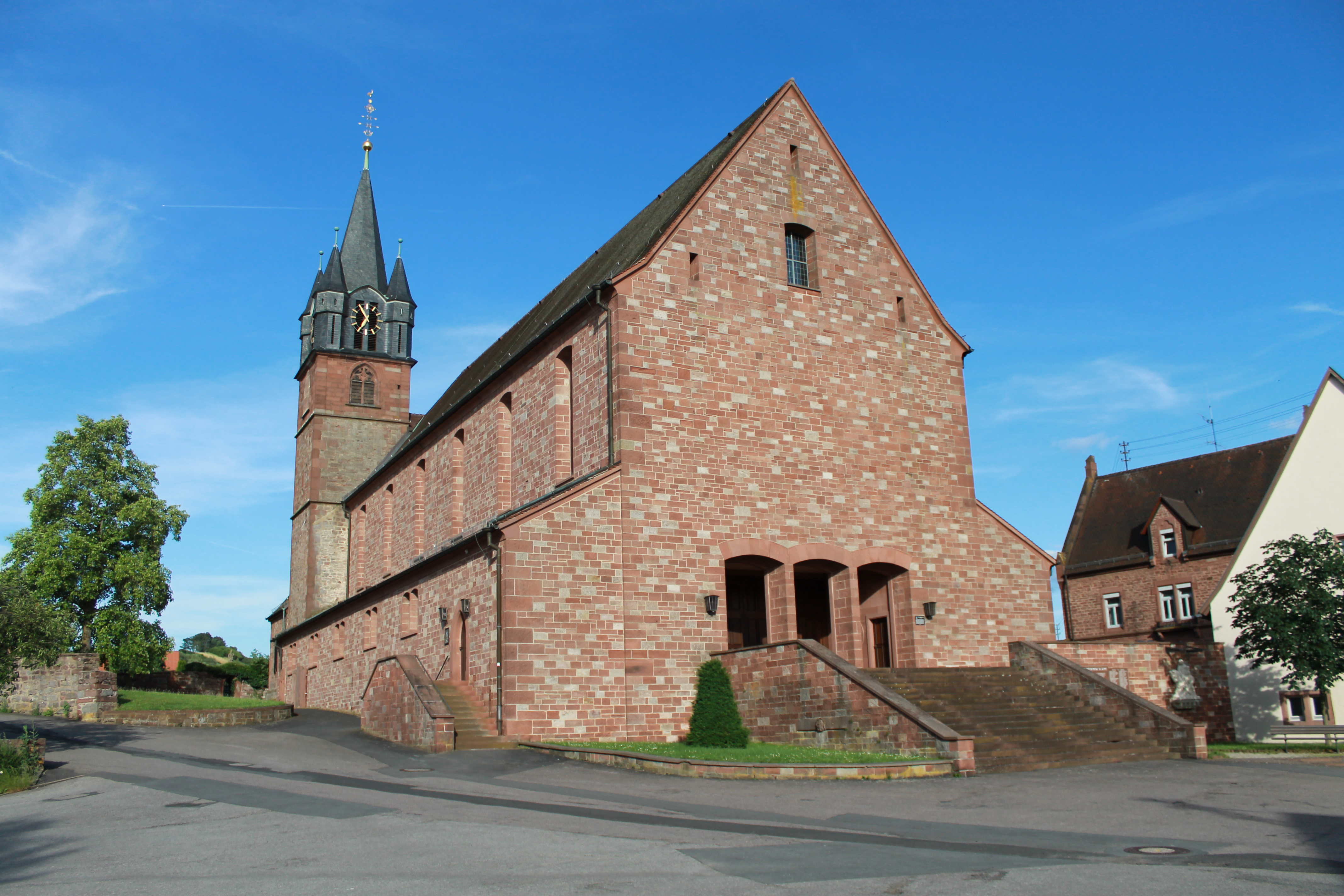
Pfarrkirche St. Martin Külsheim, Seitenansicht (2016)

Die römisch-katholische Pfarrkirche St. Martin (auch Martinskirche) in Külsheim im Main-Tauber-Kreis wurde unter Zuhilfenahme des Erzbischofs zu Mainz im Jahr 1497 erstmals errichtet und ist dem heiligen Martin von Tours geweiht. In den 1960er Jahren wurde das Kirchengebäude teilweise neu errichtet, was noch heute das Außenbild der Kirche prägt. Die Martinskirche gehört zur Seelsorgeeinheit Külsheim-Bronnbach, die seit einer Dekanatsreform am 1. Januar 2008 dem Dekanat Tauberbischofsheim des Erzbistums Freiburg zugeordnet ist.

## Geschichte und Kirchenbau

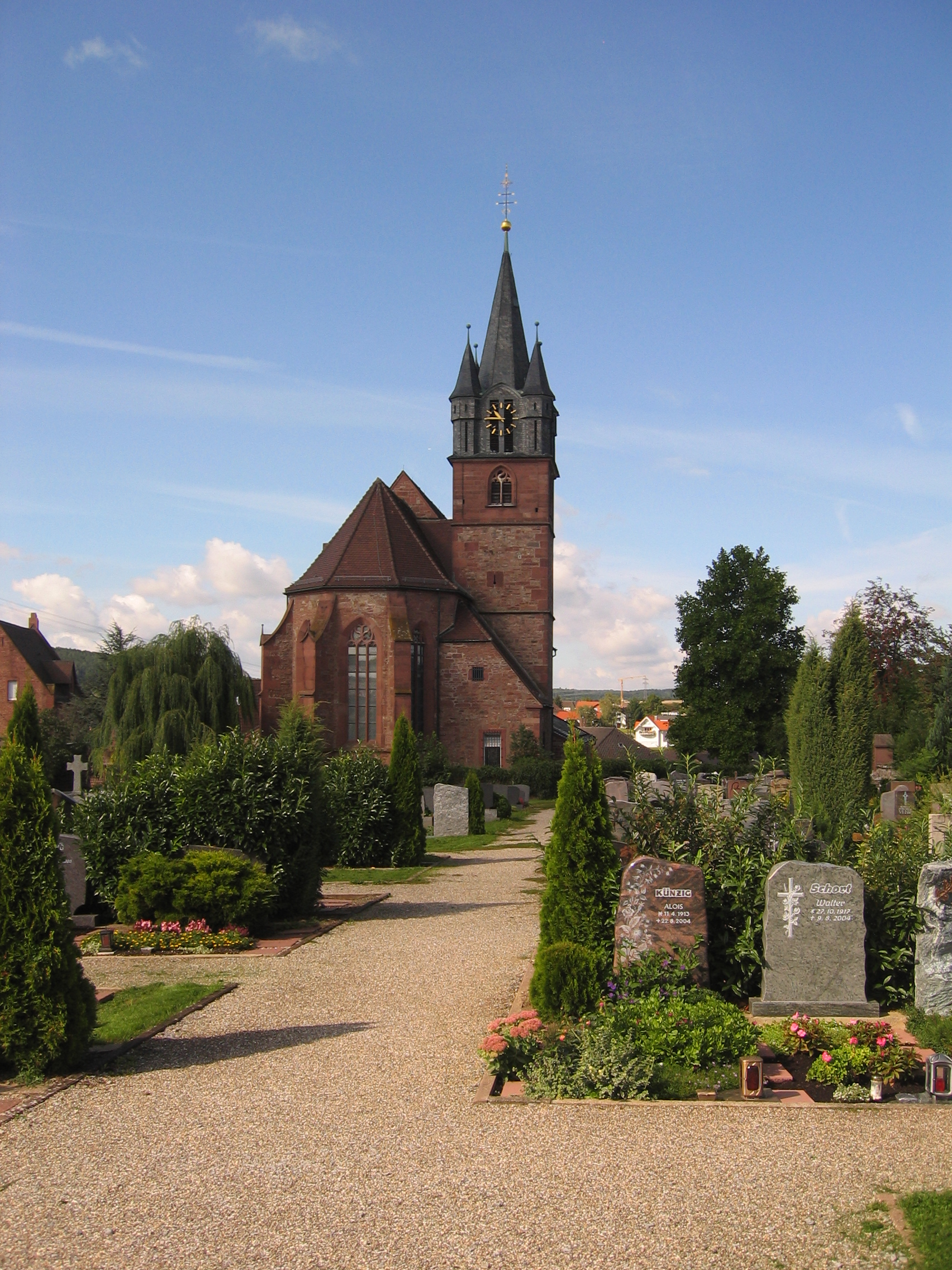
Blick auf den Kirchturm vom Friedhof

Bereits im Mittelalter bekam die Kirchengemeinde durch den Erzbischof zu Mainz das Recht des Erbauens einer Kirche, dem sie mit dem bis in die 1960er Jahre existierenden ersten Kirchenbau nachging. Der erste Kirchenbau wurde mit Zuhilfenahme mehrerer vermögender Stifter, welchen auch die sechs Wappenschilde auf den Anfängen der Gewölberippen gewidmet sind, erbaut. Der noch aus dieser Zeit existierende Chorraum der Kirche beherbergt noch immer den aus der Entstehungszeit der Kirche stammenden Hochaltar, welchen der Kunstschreiner Andreas Schmidt aus Eussenheim und Georg Schäfer aus Karstadt gemeinsam erstellen sollten. Wie aus alten Chroniken Hervor geht, war jedoch auch teilweise der bekannte Würzburger Bildhauer Johann Peter Wagner an der Arbeit beteiligt. Besonders herausstechend an diesem Altar ist die emporstrebende Figur des Auferstandenen Jesus mit einer Siegesfahne in seiner Hand. Ebenso beeindruckend sind die vier Statuen auf der linken und rechten Seite von Jesus, welche den heiligen St. Martin, den heiligen Johannes Nepomuk, den heiligen Joseph und den heiligen Bonifatius darstellen.
Auch der Turm der Kirche weist mehrere Besonderheiten auf, beispielsweise ist der Zugang zum Turm noch immer nur durch eine Tür mit guterhaltenen gotischen Beschlägen möglich. Ebenso befindet sich auf der Chorseite unter dem Turm noch ein romanischer Sockelwulst aus der Zeit von 1150 bis 1200. Dieser Wulst stammt laut Historikern von einer leider nicht mehr vollständig nachbildbaren Vorkirche, welche jedoch nicht schriftlich belegt ist. Heute noch erhalten sind die Schießschartenfenster des Turmes, welche aus den Jahren 1240 bis 1250 stammen. Nach mehreren kleinen Umbauten wurde in den Jahren 1920 bis 1921 der Turm der Kirche erhöht, der in ähnlichem Aussehen noch heute existiert. Eine Besonderheit, die vor allem für Fremde ungewöhnlich wirkt, ist die Kirchturmuhr der St.-Martins-Kirche, da sie weit sichtbar über die Stadt hinaus und zu allen vier Seiten die Uhrzeit anzeigt, dabei jedoch oftmals verschiedene Zeiten darstellt.
Nach der Zuwanderung einer großen Zahl vertriebener Christen nach dem Zweiten Weltkrieg beschloss die Kirchengemeinde die Vergrößerung des Langhauses der Kirche mit dem Fortbestand des Altarraumes. Während dieser Umbauphase änderte sich die äußere wie innere Darstellung der Kirche vollständig und die ehemals im Barock erbaute Kirche wurde schlicht und einfach mit der Hilfe vieler Külsheimer Bürger neu errichtet. Die St.-Martins-Kirche war vor dem Umbau mit seitlichen Emporen versehen. Der heutige Bau ist wesentlich schlichter mit einer hölzernen Kassettendecke. Eine Besonderheit der umgebauten Kirche ist ihr noch vorhandener vorderer Eingang mit dem Steinrelief des Patrons der Kirche über dem steinernen Türrahmen, auf dem der heilige Martin auf einem Ross zu sehen ist. Ebenso erhielt die Kirche mit dem Umbau einen neuen Haupteingang aus zwei großen hölzernen und etwa drei Meter hohen Türen. Er wird zumeist nur an hohen Feiertagen oder für Hochzeiten genutzt, da im Anschluss an diese Türen eine große Treppe zum Kriegerdenkmal führt.
Seit dem Umbau besitzt die Kirche vier Eingänge für die Öffentlichkeit und einen direkten Eingang zur eher schlicht gehaltenen Sakristei. Es befinden sich zwei Eingänge in Richtung des Pfarrhauses sowie ein Eingang in Richtung des Festplatzes vor der Burg. Des Weiteren ist der Haupteingang zur Stadt hin ausgerichtet. Der Zugang zur Sakristei ist auf der Rückseite der Kirche neben dem Altarraum angebracht.

## Ausstattung

### Chor und Altäre

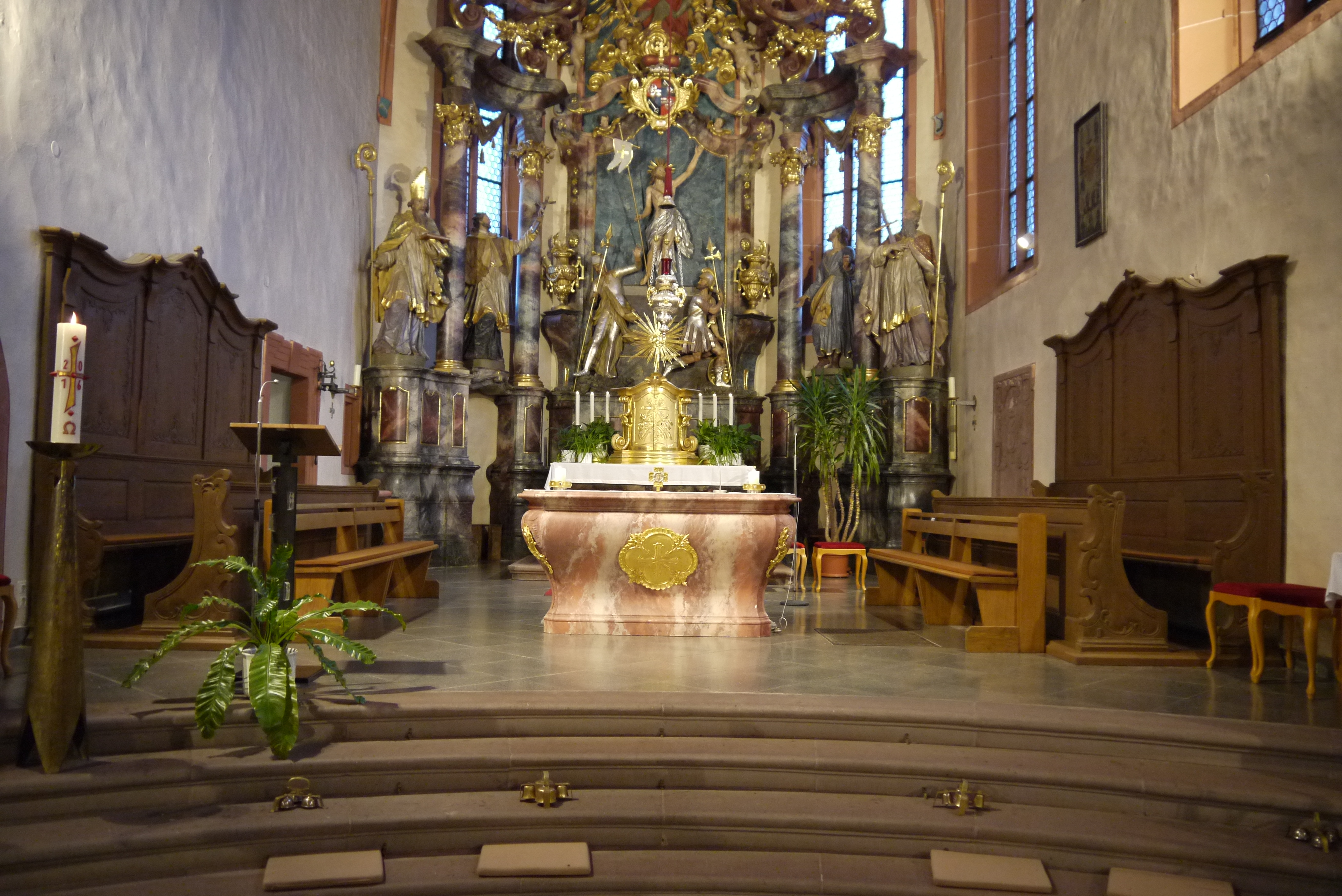
Chor mit Hauptaltar und altem Hauptaltar im Hintergrund

Im Altarraum befindet sich neben dem neuen Hauptaltar, dem Hochaltar und dem Ambo noch der alte Hauptaltar, sowie vier hölzerne Bänke für Ministranten und Lektoren, wovon zwei aus dem alten Kirchenhaus stammen und reichlich verziert sind. Zwei der Bänke sind im moderneren Stil gehalten, wie die Bänke der restlichen Kirche. Die Kirche besitzt drei Altäre, von denen nur einer heute noch voll genutzt wird. Jedoch erfüllen alle Altäre weiterhin über das Kirchenjahr hinweg verteilt verschiedene Aufgaben. Der alte Hauptaltar sowie die zwei Seitenaltäre stammen aus der alten Kirche.

#### Neuer und alter Hauptaltar
Der neue Hauptaltar befindet sich direkt vor dem alten Hauptaltar im Hintergrund. Auf Grund der Vergangenheit, in welcher die Priester mit dem Rücken zur Gemeinde die Messe vollzogen haben, wurde im Rahmen eines Umbaus der Kirche auch die Neuaufstellung eines Altars mit Blick des Priesters Richtung Gemeinde als notwendig erachtet.
Im alten Altar findet sich ein Relikt des heiligen Martin. Zudem haben der ebenfalls neue Tabernakel sowie sechs Kerzen, welche je nach Tag in der Anzahl verschieden angezündet werden, ihren neuen Standort auf dem alten Altar gefunden. Der Altar wird jeweils zu verschiedenen Feiertagen mit verschiedenen Blumen geschmückt.
Im neu aufgestellten Altar, mit einer marmorartigen Außenverkleidung und einem vergoldeten, umrahmten Kreuz an der Front, findet sich keine Reliquie eines Heiliggesprochenen. Er besitzt an seiner Front ein kleines vergoldetes Hölzernes Kreuz. Oftmals stehen auf diesem Altar ein kleines Kreuz und drei kleine Kerzen, welche jeweils zu den Messen brennen. Der gesamte Altar war nach dem Umbau der Kirche eher als Provisorium gedacht, hat sich jedoch ebenso wie der Ambo mit der Zeit in die Kirche eingegliedert und wird nun wohl von den meisten Kirchenbesuchern als Normalität angesehen.

#### Linker Seitenaltar

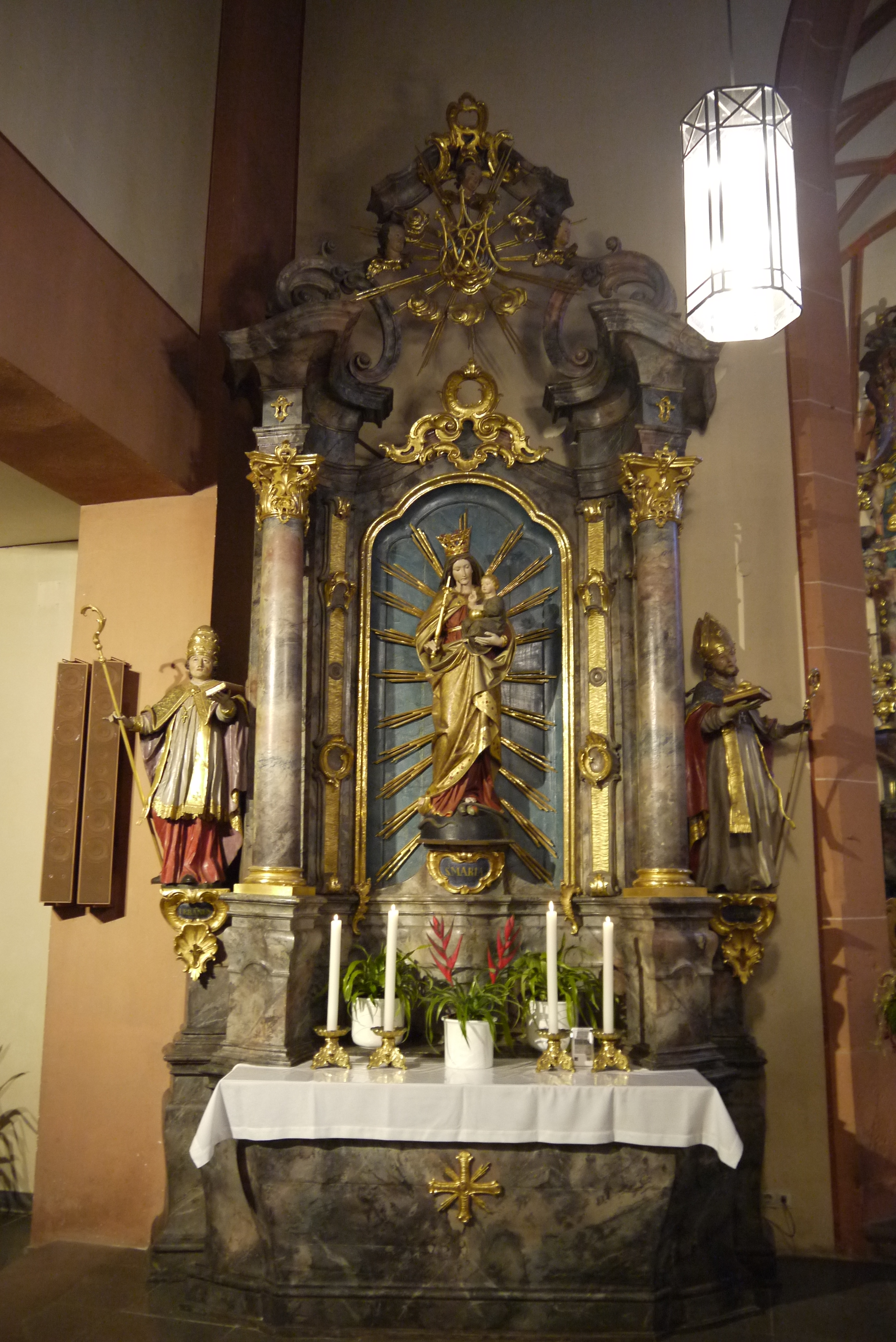
Linker Seitenaltar

Der linke Seitenaltar, welcher der Heiligen Maria gewidmet ist, steht hinter der Kanzel auf der linken Seite der Kirche. Maria hält in ihren Armen das Jesuskind und trägt eine vergoldete Krone. Ebenso befinden sich wie auch am rechten Seitenaltar zwei weitere Statuen an den jeweiligen Seiten des Altars. Jedes Jahr zu Weihnachten wird an diesem Altar eine kleine elektrische Kirche aufgebaut, welche für die jüngeren Gottesdienstteilnehmer, aber auch für Besucher nach der Messe gegen einen kleinen Betrag eine etwa 30-sekündige Darstellung zeigt. Ebenso wird in der Adventszeit auf der links neben dem Altar vorhandenen Fläche eine Krippe aufgebaut, die den Stall der Geburt Jesus Christus nachstellt. Sie ist vollständig aus Holz und wurde Ende des 20. Jahrhunderts erstmals aufgestellt.

#### Rechter Seitenaltar
Der rechte Seitenaltar ist dem heiligsten Herzen Jesu gewidmet. Dieser Altar verfügt noch über zwei weitere Statuen. In dem ihn ihm enthaltenen Tabernakel werden jährlich zwischen Gründonnerstag und der Osternacht die Hostien verwahrt und in einer kleinen Prozession mit dem Klang von zwei hölzernen Kleppern zum Hauptaltar gebracht. Zudem werden die meist Sonntags in der Kirche statt findenden Taufen an ihm abgehalten, was durch die Nähe zu den Bänken eine gute Position für die Taufzeremonie ist.

### Kirchenlanghaus

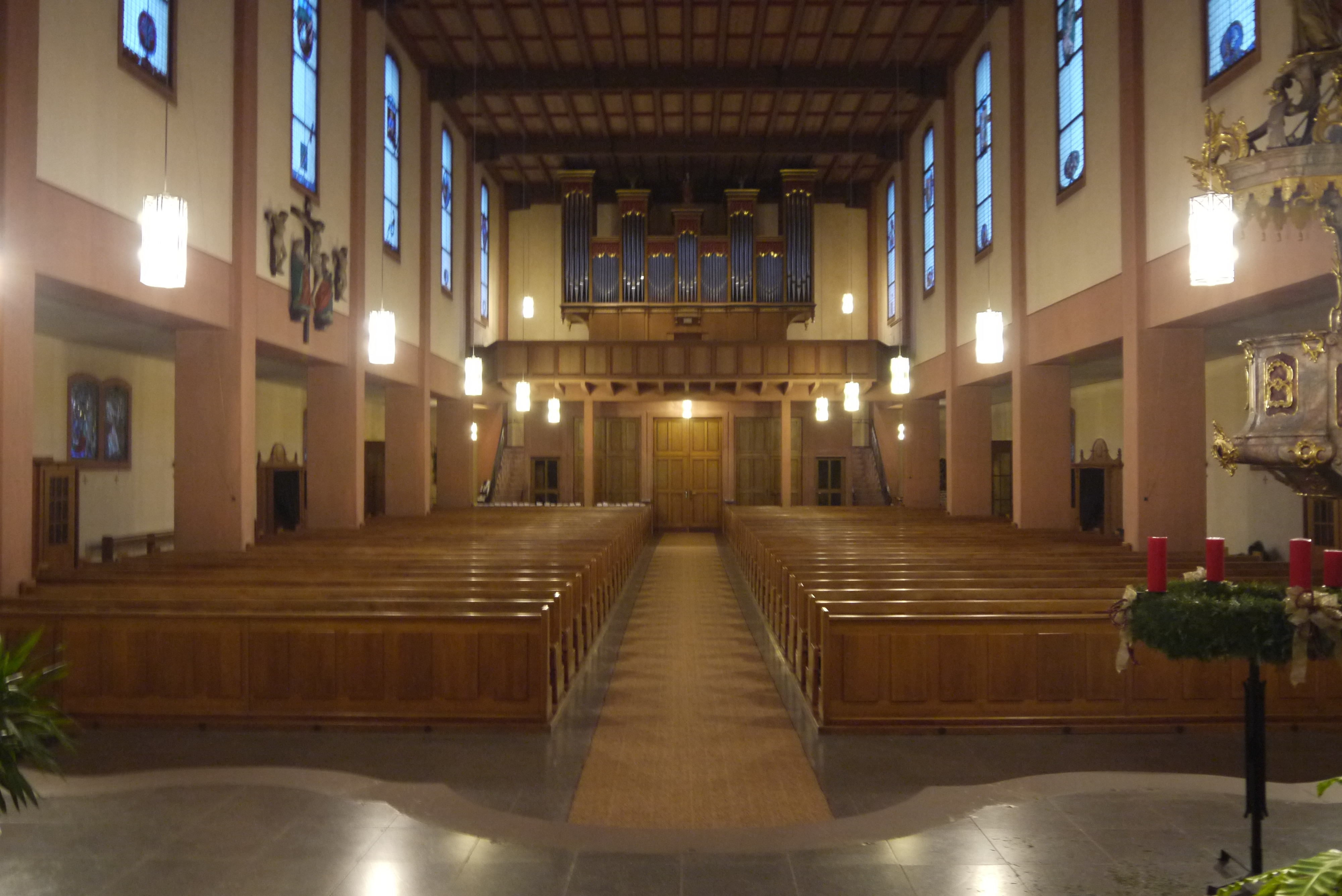
Blick vom Chor in Richtung der Orgel

Das etwa 35 Meter lange Schiff der Kirche besitzt neben den schlichten hölzernen Bänken noch ein Taufbecken, ein Jesuskreuz, eine Kanzel und Empore mit einer Orgel. Im Mittelgang des Kirchenschiffs befindet sich ein roter Teppich.

#### Taufbecken
Das heutige Taufbecken wurde aus der alten Kirche übernommen. Es ist aus Stein gemeißelt und bei Nichtbenutzung mit einem kupfernen Deckel abgedeckt. Auf dem kupfernen Deckel wird die Taufe Jesus dargestellt.

#### Reliquie des heiligen Nikolaus von Flüe
In der Ecke hinter dem Taufbecken ist eine Reliquie des heiligen Nikolaus von Flüe in Holz gefasst. Auf der linken Seite befindet sich zudem eine Figur des Heiligen mit seiner Frau.

#### Kreuzigungsgruppe
Eine Besonderheit der Kirche, welches selbst nach dem Umbau der Kirche erhalten blieb ist die nun an der rechten Seitenwand der Kirche hängende Kreuzigungsgruppe. In der ursprünglichen Kirche hing das Motiv auf der linken Seite, mittig in der Kirche unterhalb der damals vorhandenen Empore. Der Christuskörper ist auf ihm gestreckt dargestellt. Die pathetische Art des Apostels Johannes erinnert in diesem Bezug an die Kreuzigungsgruppe im Hochaltar zu Nördlingen.
Das Werk entstand in der zweiten Hälfte des 15. Jahrhunderts und stammt aus der Schule Tilman Riemenschneiders. Restauriert wurde die Kreuzigungsgruppe 1972 durch den Restaurator Bronold in Gerlachsheim und Bildhauer Otto Lieb in Würzburg.

#### Kanzel

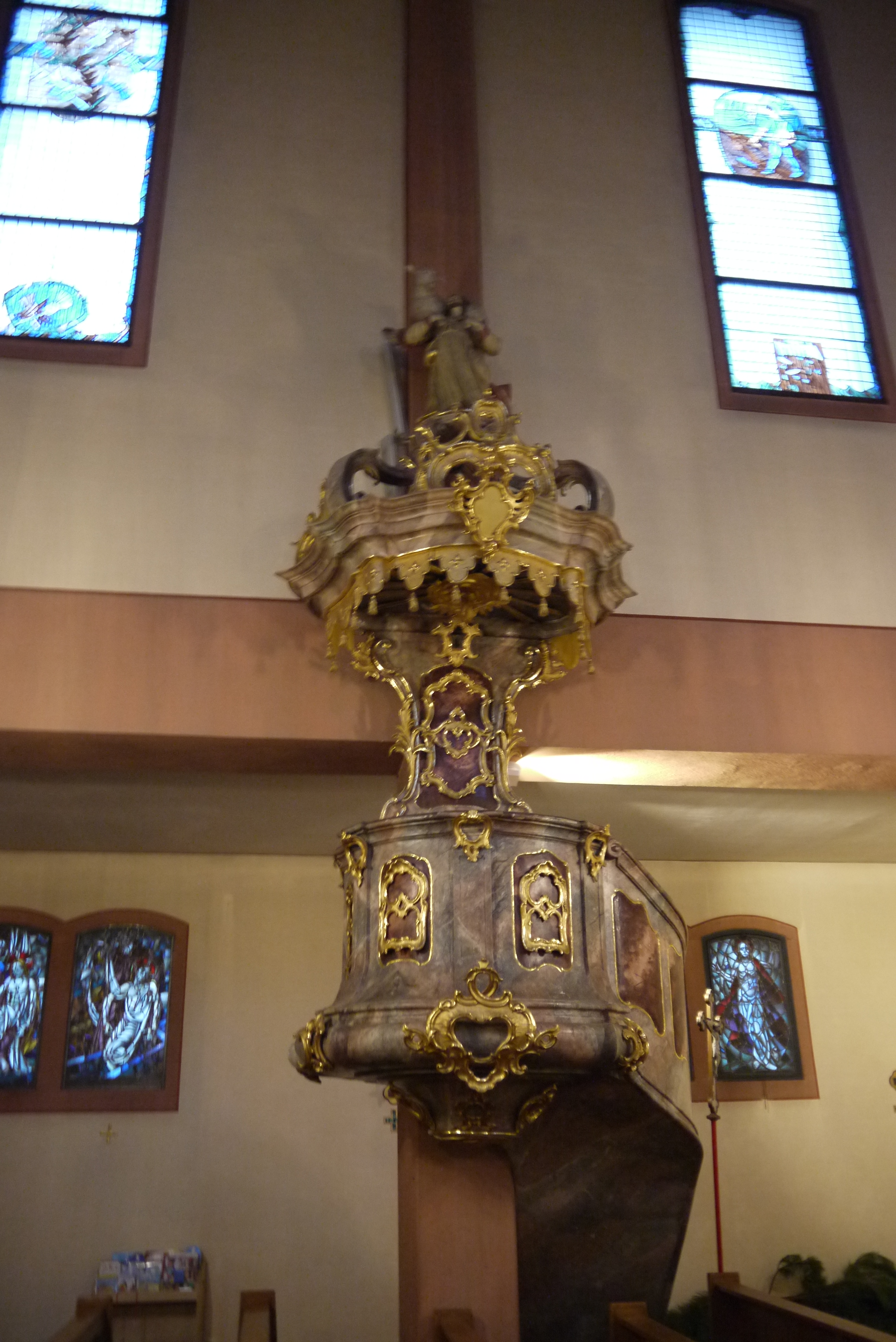
Kanzel auf der linken Seite der Kirche

Die ebenfalls noch aus der alten Kirche stammende Kanzel wurde von einem Karlsstadter Bildhauer wurde im Stil des Rokoko verziert. Der Schalldeckel wird von einer Statue eines guten Hirten geziert und in Zeiten der alten Kirche waren am untersten Rand der Kanzel noch die Symbole der vier Evangelisten angebracht.
Heute nur noch selten genutzt, war die Kanzel in den anfänglichen Jahren nach dem Umbau ein großer Bestandteil der Kirche und der Predigten. Seit einigen Jahren wird jedoch eigentlich nur noch vom Ambo neben dem neuen Hauptaltar gepredigt und die Evangelien verlesen.

#### Orgel

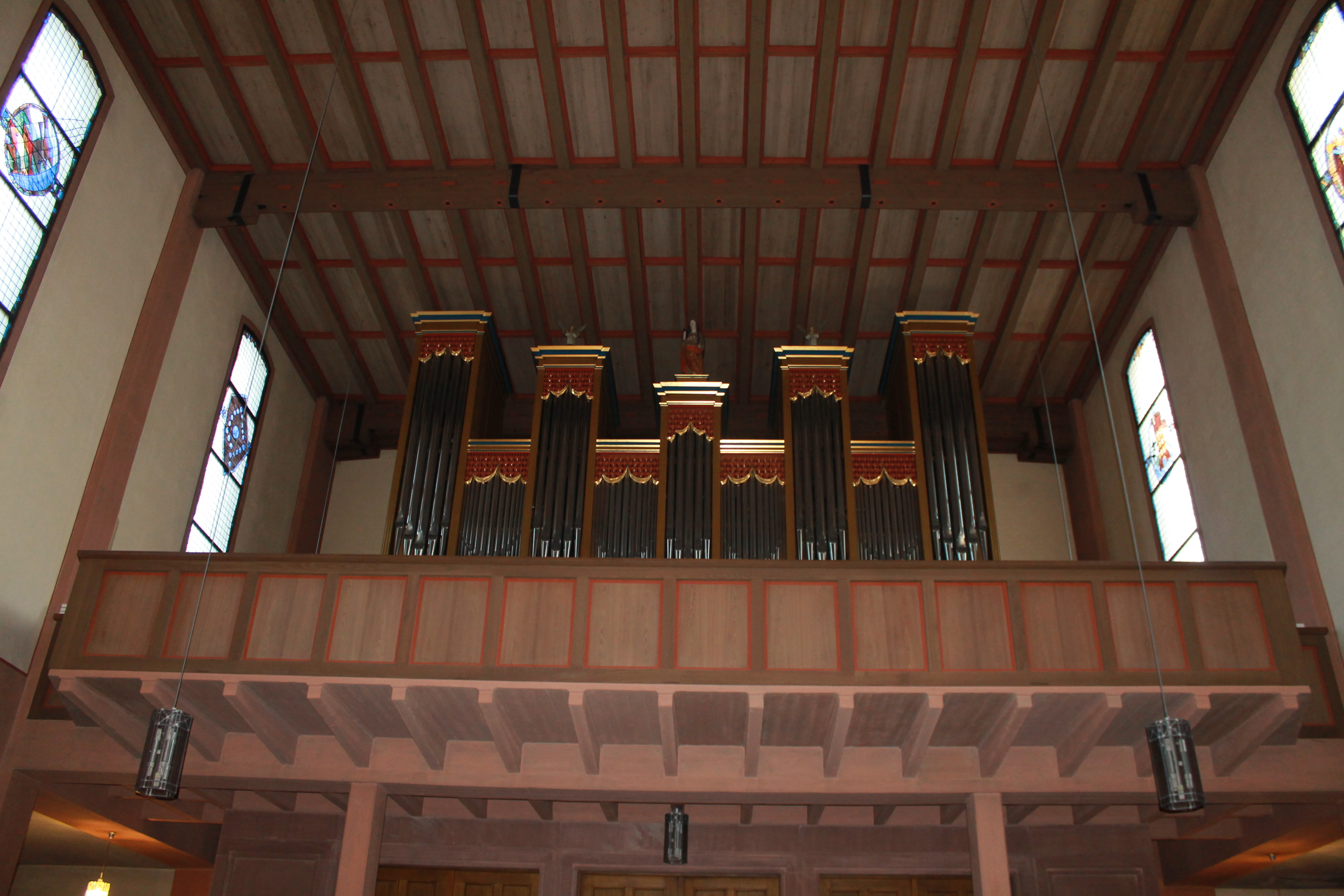
Orgel der Kirche St. Martin

Im Rahmen des Umbaus der Kirche wurde auch die alte Orgel ausgebaut und eine neue, größere Orgel von Orgelbau Vleugels aus Hardheim eingeweiht. Auf ihr befinden sich zwei Engel und eine Statue der heiligen Cäcilia, welche aus der Kapelle am Drei-Schalen-Brunnen in der Külsheimer Innenstadt entfernt wurde.

### Glocken
Die Pfarrkirche St. Martin verfügt über ein vierstimmiges Geläut:
| Nr. | Bezeichnung      | Gießer                  | Gussjahr | Material | Ø (cm) | Gewicht (kg) | Nominal  |
| --- | ---------------- | ----------------------- | -------- | -------- | ------ | ------------ | -------- |
| 1   | Herz-Jesu-Glocke | B. Grüninger, Neu-Ulm   | 1949     | Bronze   | 122,0  | 1.200        | e1 - 1   |
| 2   | Marienglocke     | B. Grüninger, Neu-Ulm   | 1949     | Bronze   | 98,0   | 600          | gis1 - 1 |
| 3   | Josefsglocke     | Gießerei Ulrich, Apolda | 1921     | Bronze   | 85,0   | 385          | h1 - 4   |
| 4   | Martinsglocke    | B. Grüninger, Neu-Ulm   | 1949     | Bronze   | 71,5   | 250          | cis2 - 1 |

### Ölberg
Außerhalb der Kirche an der Südseite des Chors befindet sich seit dem Jahr 1497 eine Ölberggruppe, welche in Form von Holzfiguren Christus mit drei seiner Jünger darstellt. Heute nicht mehr sichtbar, hat sich vermutlich hinter der Darstellung in den Anfangszeiten der Kirche eine gemalte Ölberglandschaft mit Judas befunden.